# Námořní letecká základna Pensacola
Námořní letecká základna Pensacola (anglicky Naval Air Station Pensacola; IATA: NPA, ICAO: KNPA) je námořní letecká základna umístěná v blízkosti města Pensacola na Floridě ve Spojených státech amerických, která je známá jako výcvikové středisko pilotů letadel amerického námořnictva, námořní pěchoty a pobřežní stráže.

## Historie

### Založení námořní loděnice
Už v 16. století Španělé kolonizovali útes, který leží v blízkosti dnešní základny. Místo se zdálo být vhodné jak pro námořní přístav, tak i pro stavbu lodí, protože v okolí byl dostatek dřeva. O vybudování námořní loděnice rozhodli americký prezident John Quincy Adams a tehdejší ministr námořnictva Samuel Southard roku 1825. Stavba začala v dubnu 1826 a po dokončení se stala jednou z nejlépe vybavených námořních loděnic v USA. V počátečním období lodě sloužily především pro boj proti otrokářům a pirátům v oblasti Karibiku.

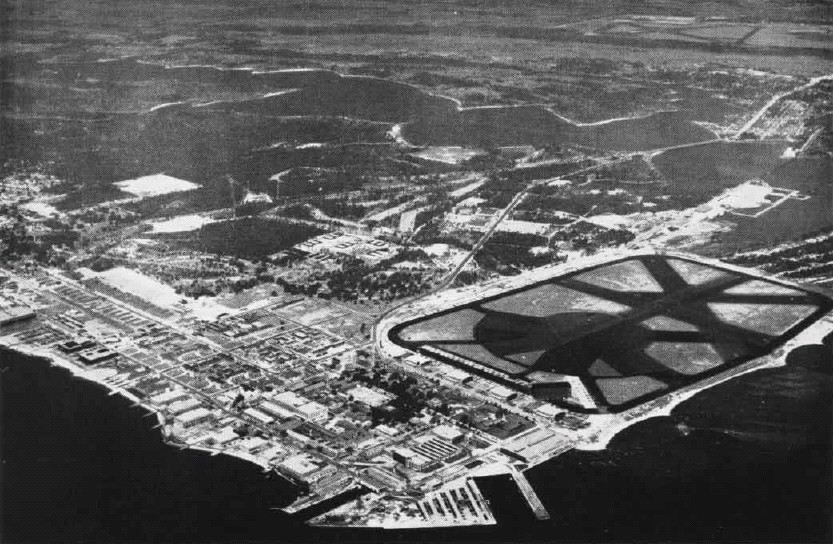
Letecká fotografie základny (1948)

Roku 1861, krátce před zahájením občanské války, se námořní loděnice vzdala separatistům z Konfederace. Po dobytí města New Orleans vojsky Unie v roce 1862 separatisté loděnici zničili, aby nemohla sloužit státům Unie. Po skončení občanské války byly trosky odklizeny a začala výstavba nové loděnice. Roku 1906 řada nově postavených budov podlehla silnému hurikánu a velkým vlnám.

### Období světových válek
O založení leteckého výcvikového střediska bylo rozhodnuto v říjnu roku 1913 v souvislosti s rozvojem vojenského letectví. Při vstupu USA do první světové války měla základna k dispozici 38 námořních pilotů a 54 letounů. Během války došlo k prudkému rozvoji základny. Při podpisu příměří v listopadu 1918 bylo na základně už 438 důstojníků, 5538 příslušníků mužstva a do výcviku bylo zařazeno 1000 námořních pilotů. V poválečných letech se letecký výcvik zpomalil. Dvanáctiměsíční letecký výcvik absolvovalo zhruba 100 pilotů ročně.
Činnost byla opět rozšířena v roce 1935, ale kapacita základny už nestačila zvyšujícímu se počtu přijatých kadetů námořnictva. Proto byla zřízena dvě nová výcviková střediska (Jacksonville na Floridě a Corpus Christi v Texasu). Za 2. světové války se počet kadetů zařazených do výcviku na základně opět prudce zvýšil. Bylo školeno 1100 kadetů měsíčně, což byl jedenáctinásobek počtu kadetů vyškolených za celý rok 1920.

### Moderní období

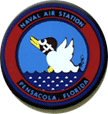
Znak základny

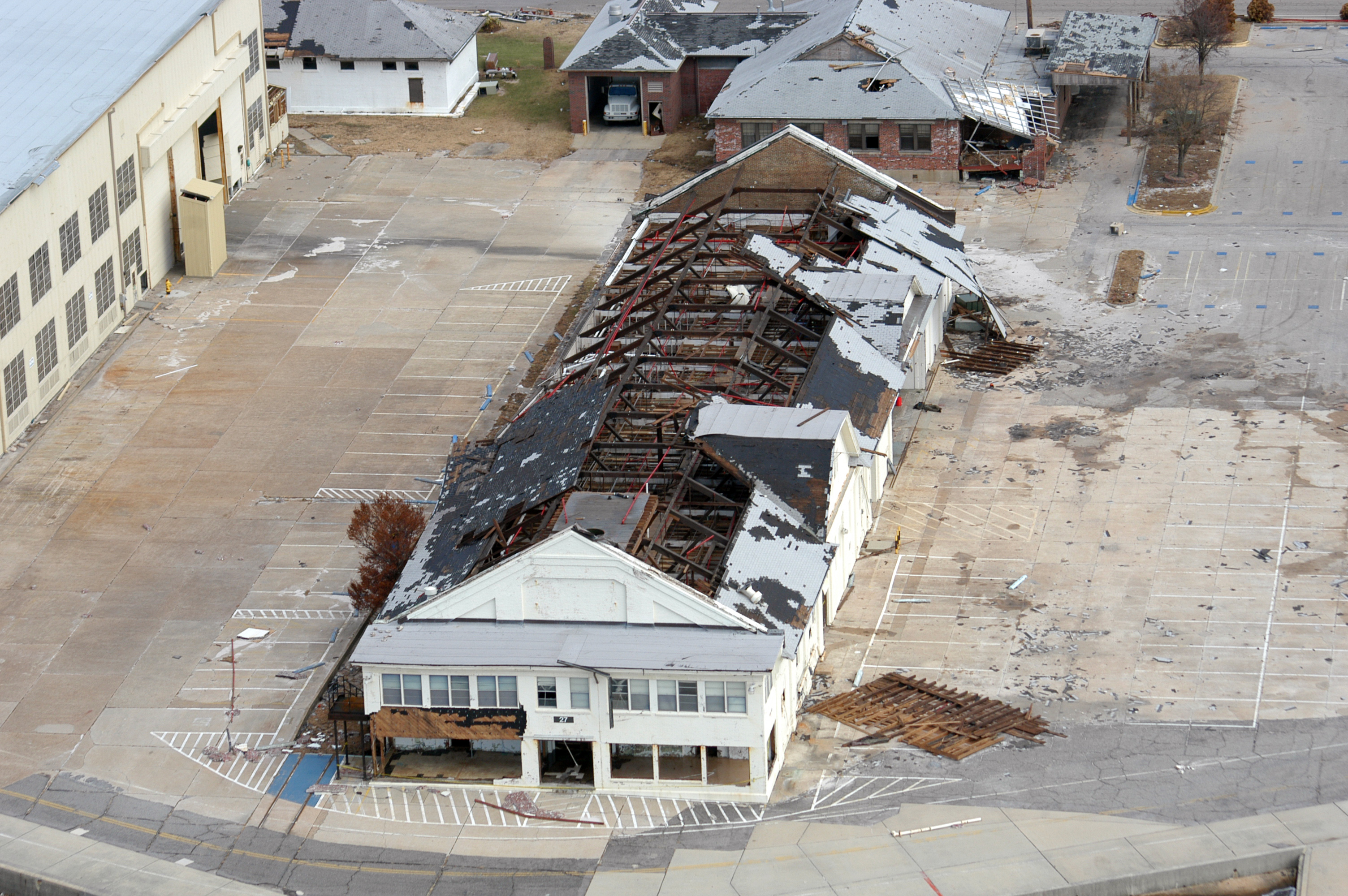
Budovy poškozené hurikánem Ivan

Korejská válka probíhala v období přechodu vojenského letectva z vrtulových na proudové letouny. To znamenalo, že výcvikové středisko muselo přehodnotit obsah kurzů a obměnit techniku. Nicméně i tak bylo v letech 1950–1953 vyškoleno zhruba 6000 pilotů. Roku 1954 byla na základnu přemístěna známá akrobatická letka Blue Angels. Vietnamská válka přinesla zvýšené požadavky na výcvik pilotů. Roku 1962 bylo vyškoleno 1413 pilotů a v roce 1968 už 2552 pilotů.
V roce 2004 vznikly obavy, že základna bude uzavřena kvůli rozsáhlému poškození hurikánem Ivan, který na konci roku 2004 způsobil vážné škody skoro na všech budovách a téměř úplné zničil jihovýchodní část základny. Nakonec byla jedna z hlavních částí základny Chevalier Hall otevřena už na konci ledna 2005.
Při rekonstrukci základny v květnu 2006 se podařilo na pláži odkrýt vrak španělské lodi z poloviny 16. století. V březnu roku 2010 byl odvolán z funkce velitel základny kapitán William Reavey z důvodu údajného nevhodného chování (bez bližší specifikace pro veřejnost). Vystřídal ho kapitán Christopher Plummer.

## Využití základny
Základna slouží mimo jiné pro výcvik pilotů námořnictva, námořní pěchoty, pobřežní stráže a námořních leteckých důstojníků. Je také domovem akrobatické letky Blue Angels, která létá na letounech McDonnell Douglas F/A-18 Hornet. Při výcviku na základně se používají mj. jednomotorové turbovrtulové letouny Beechcraft T-6 Texan II, dvoumotorové proudové letouny určené pro pokročilý výcvik pilotů Beechcraft T-1 Jayhawk, cvičné proudové letouny McDonnell Douglas/BAe T-45 Goshawk a nadzvukové proudové cvičné letouny Northrop T-38 Talon.
Je zde také námořní lékařský ústav Naval Air and Operational Medical Institute (NAOMI), který tvoří lékaři, fyziologové a psychologové specializující se na oblast leteckého lékařství. S uzavřením základny v Memphisu v Tennessee se stala Pensacola také domovem pro výukové středisko Naval Air Technical Training Center (NATTC), která zahrnuje odborné školy zaměřené na údržbu letadel námořnictva, námořní pěchoty a pobřežní stráže. Poblíž základny je  muzeum námořního letectví (National Museum of Naval Aviation).

## Galerie

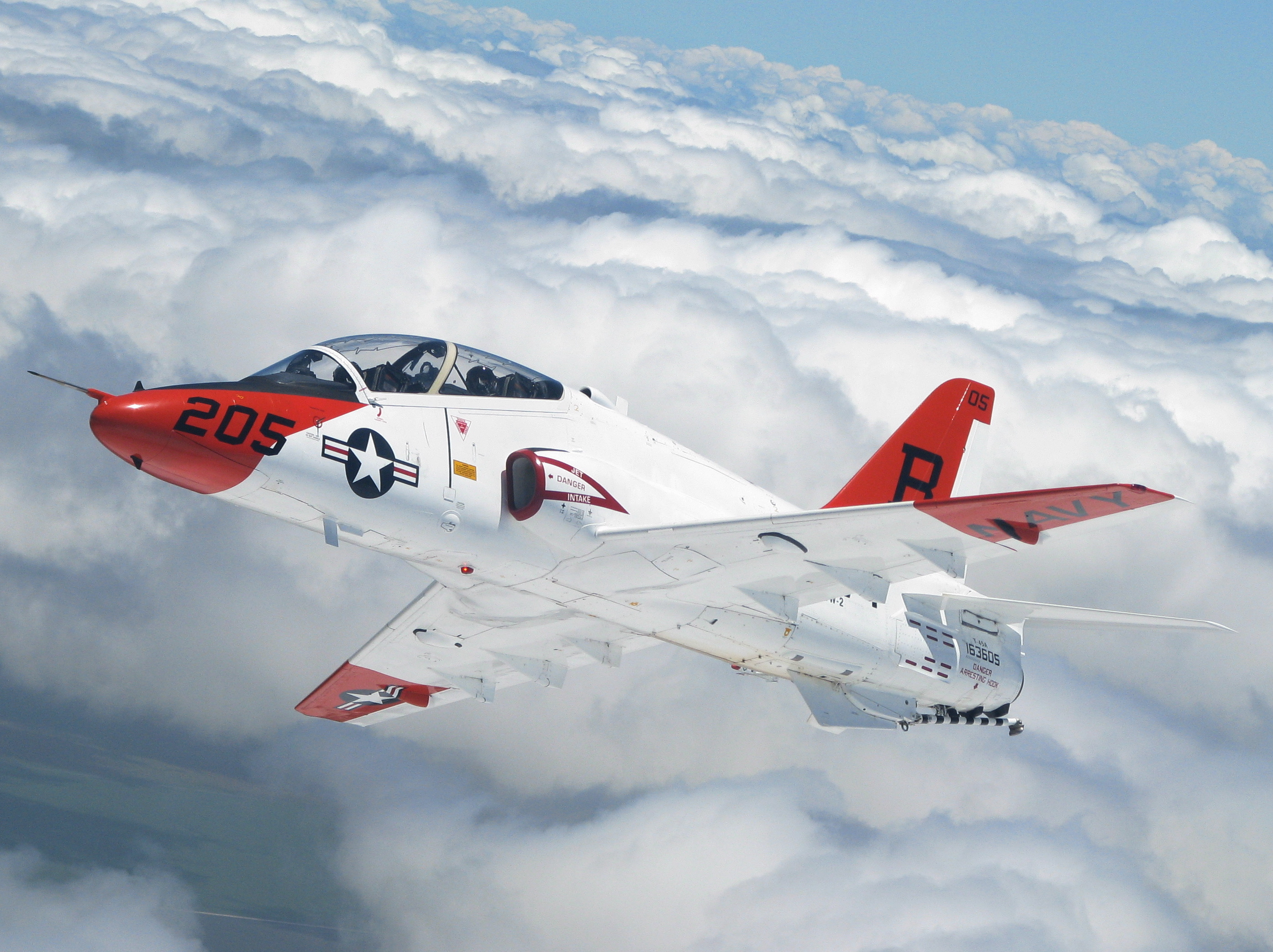
T-45A Goshawk
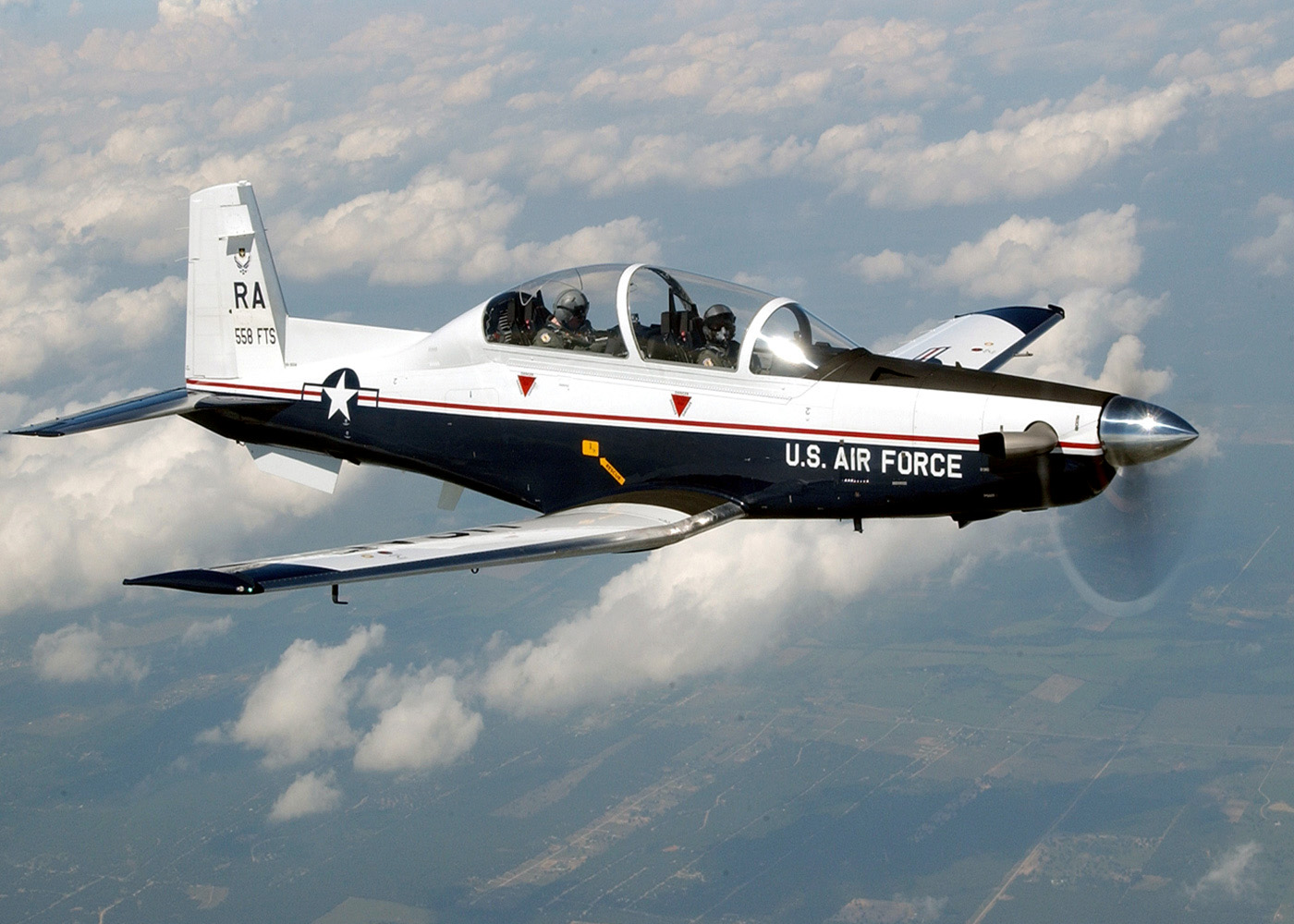
T-6A Texan II
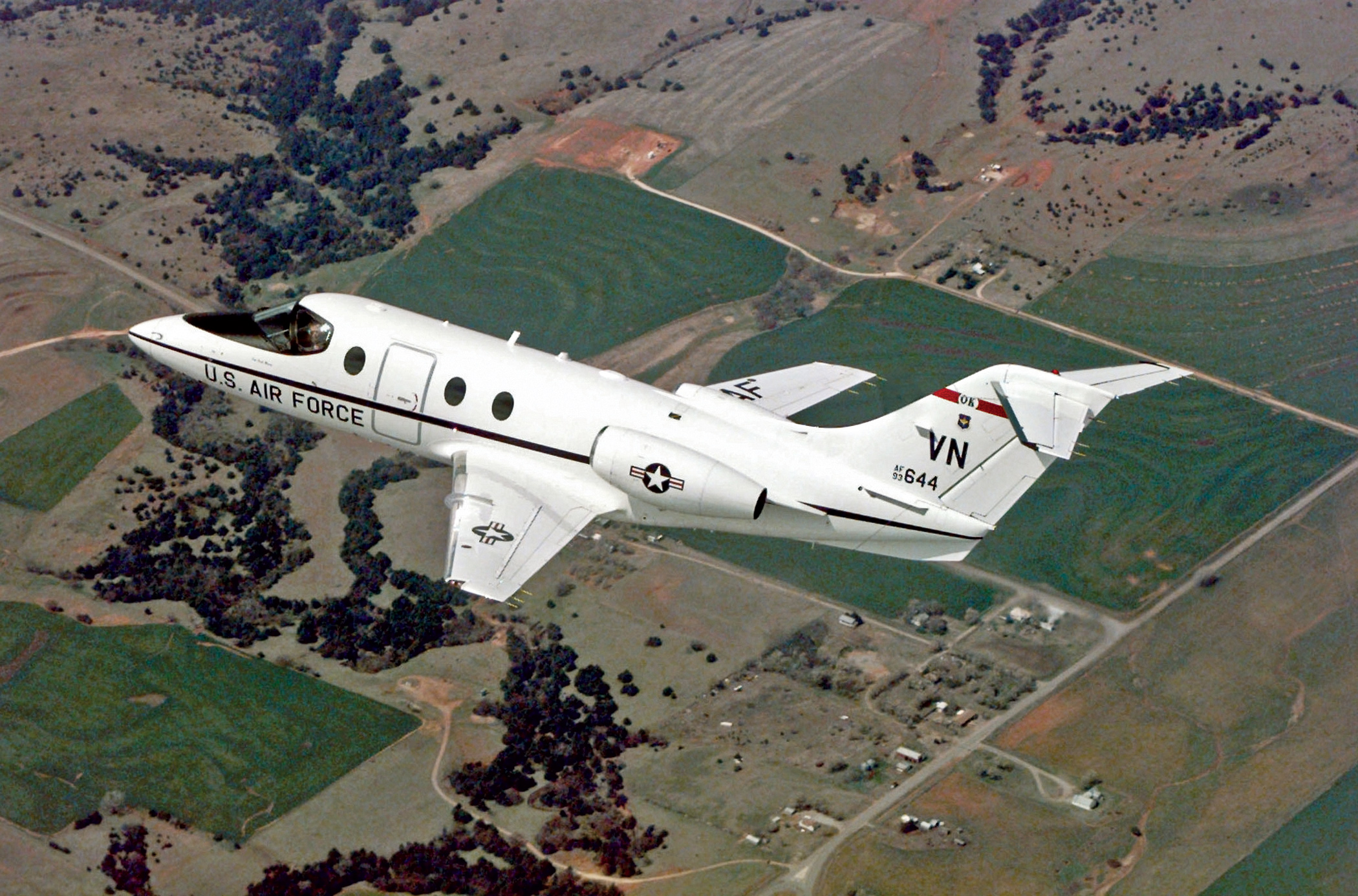
T-1A Jayhawk
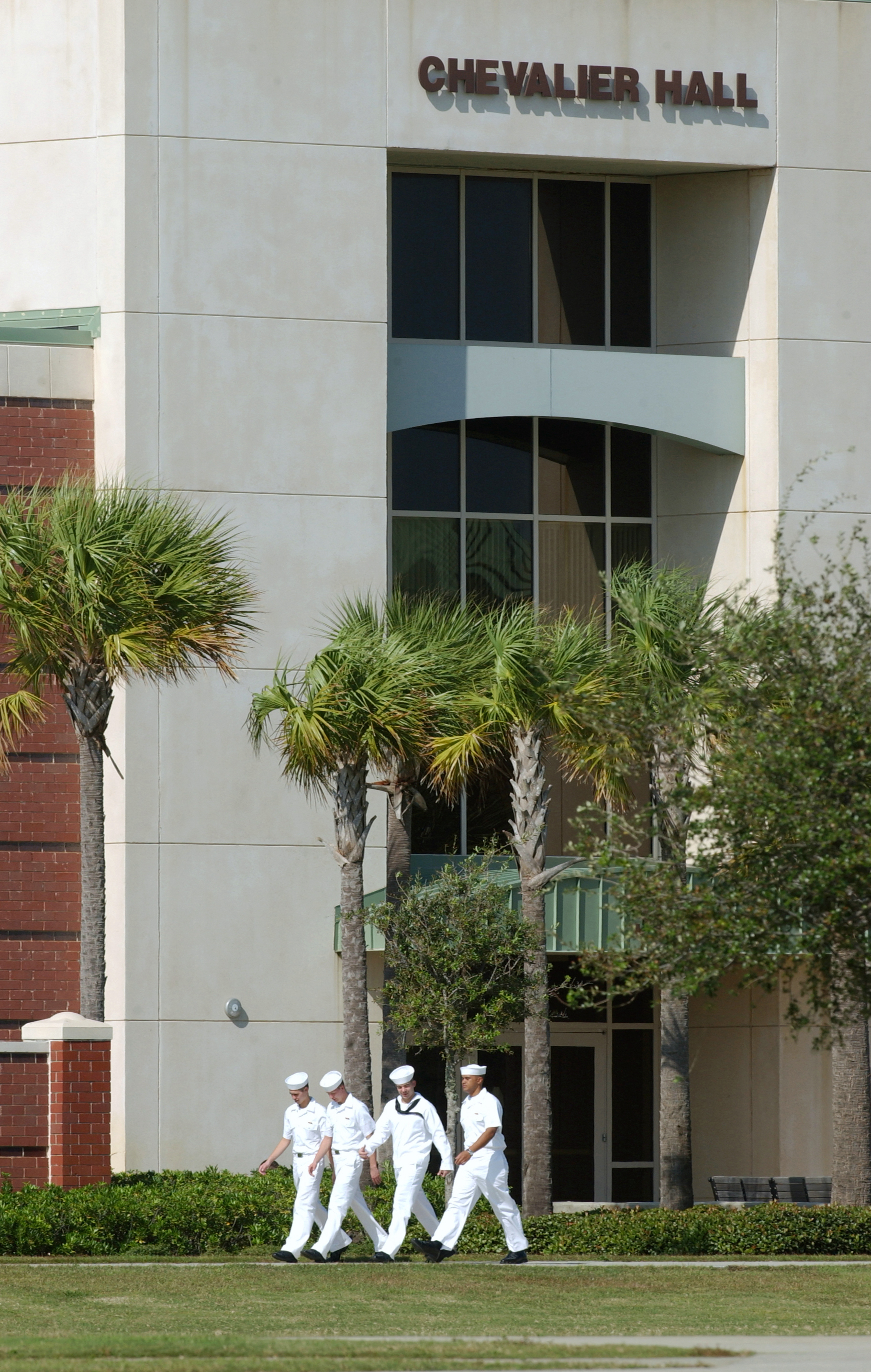
Chevalier Hall (po rekonstrukci)
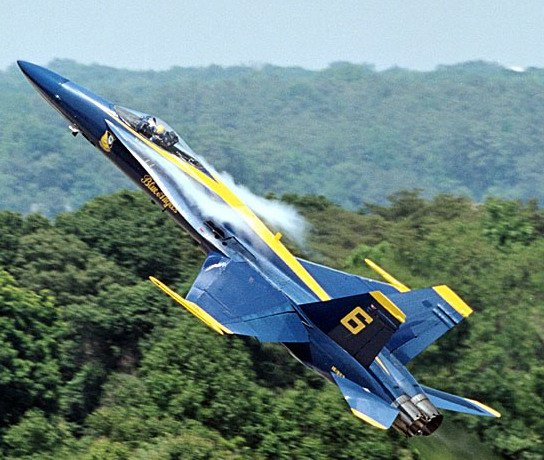
Hornet (Blue Angels)
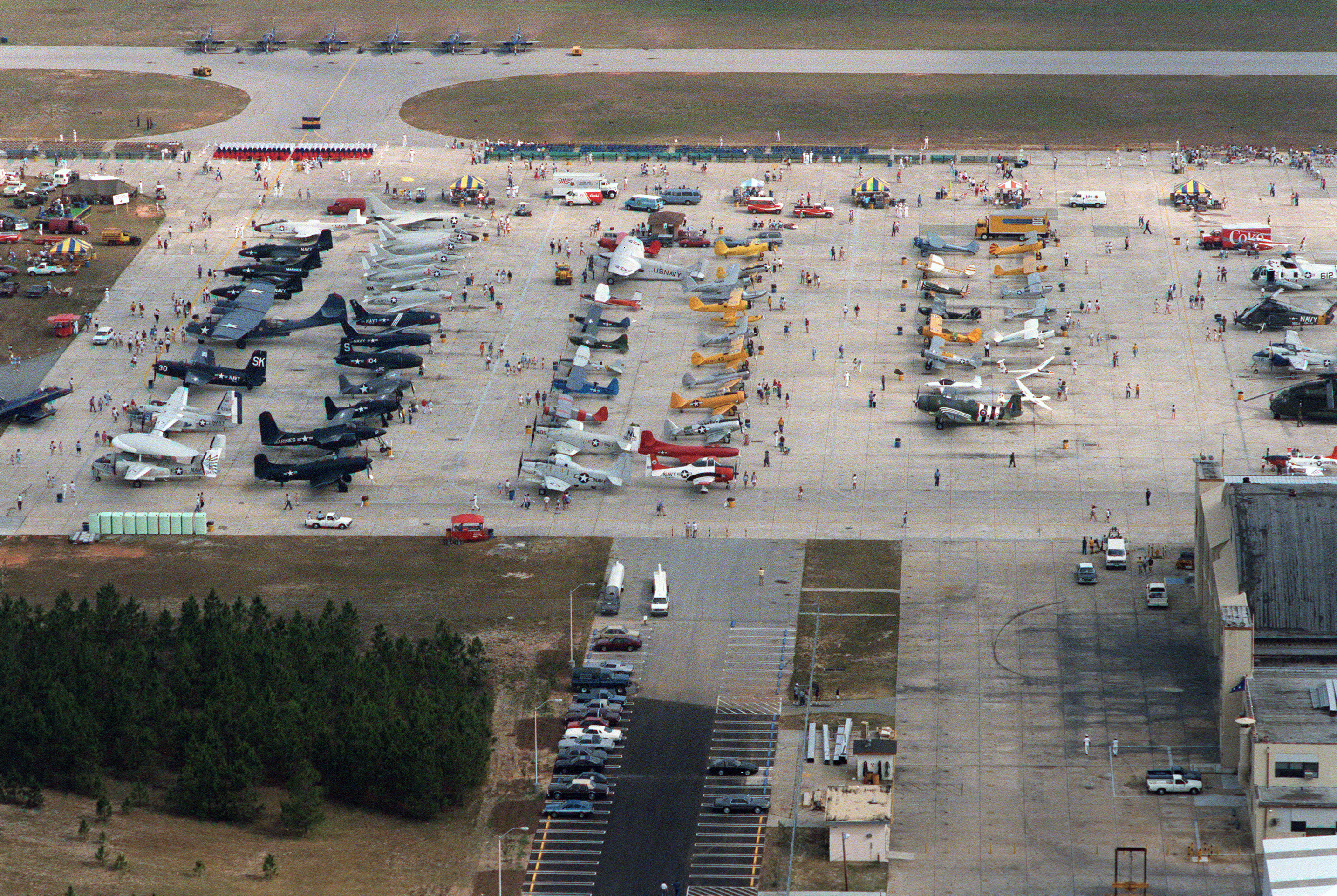
Pohled na letouny (1986)
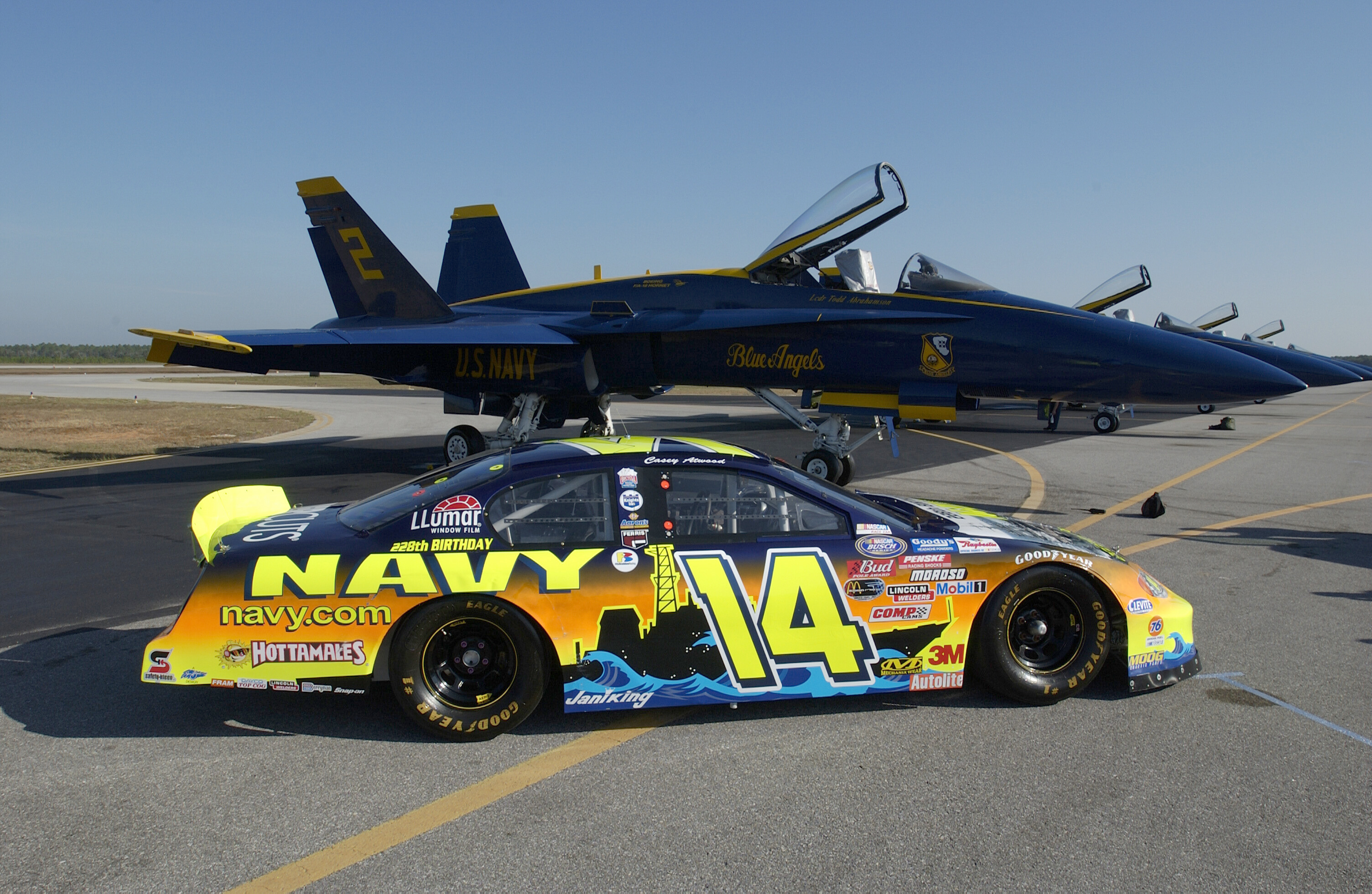
Hornety a sponzorovaný závodní Chevrolet